# Hero of the Day
Singles de Metallica
Ain't My Bitch
(1996) Mama Said
(1996)
Hero of the Day est une chanson de Metallica sortie en 1996 sur l'album Load. Elle parle des gens qui regardent des héros dans les médias sans se rendre compte que ceux que l'on devrait admirer sont les personnes que l'on rencontre dans la vie quotidienne. La chanson fut enregistrée pour la première fois le 13 décembre 1995, et fut la première chanson de Load à être enregistrée.

## Classements hebdomadaires
| Classement (1996)                         | Meilleure position |
| ----------------------------------------- | ------------------ |
| Allemagne (GfK Entertainment)             | 39                 |
| Australie (ARIA)                          | 2                  |
| Autriche (Ö3 Austria Top 40)              | 29                 |
| Belgique (Flandre Ultratop 50 Singles)    | 30                 |
| États-Unis (Billboard Hot 100)            | 60                 |
| États-Unis (Mainstream Rock Tracks chart) | 1                  |
| Finlande (Suomen virallinen lista)        | 3                  |
| Irlande (IRMA)                            | 16                 |
| Norvège (VG-lista)                        | 8                  |
| Nouvelle-Zélande (RMNZ)                   | 21                 |
| Pays-Bas (Single Top 100)                 | 25                 |
| Royaume-Uni (UK Singles Chart)            | 17                 |
| Royaume-Uni (UK Rock Chart)               | 1                  |
| Suède (Sverigetopplistan)                 | 10                 |